# オスマン帝国の君主
オスマン帝国の皇帝（オスマンていこくのこうてい、Osmanlı padişahları）は、1299年から1923年10月29日までオスマン帝国で用いられた称号。
36代624年間にわたって現在のトルコ共和国の地に君臨し、現在のトルコ人（オスマン人）の元となった。

## 概要
歴代君主の呼称については、通例的に「スルタン」（イスラム世界における世俗の最高権力者の称号）が用いられる。これは、オスマン帝国の君主たちがイスラム的な権威をまとった君主号としてこれを使用した。「スルタン」の呼称以外に公的文書に一義的に君主を示す場合には「パーディシャー」（大王あるいは皇帝の意、「帝王」とも訳される）を使い、スルタンの称号だけならば他の王族や貴顕にも使用されている（ただし碑文や銘文ではオスマン帝国の君主に「パーディシャー」はあまり使用されなかった）。またイスラム世界の指導者的称号である「カリフ」もムラト2世（第6代）の頃から自称的だが碑文や銘文に使用されはじめ、16世紀以後アラブ地域の支配を固めるにつれ、元来はクライシュ族（ムハンマドの出自）のみがつけるカリフ位にトルコ人のオスマン家はつけないしきたりだったが、オスマン帝国の大宰相も務めた文人リュトフィー・パシャやイスラム長老のエビュッスウードなどの擁護もあり、オスマン帝国のスルタンがカリフを兼ねる「スルタン＝カリフ制」が行われるようになった。
「スルタン」の称号を使うようになったのは少なくともオルハン（第2代）の時代からで、彼が建築させたモスクに「スルタン」の称号が刻まれていた。次のムラト1世（第3代）の時代にはこれ以外に「ハン」（トルコ系遊牧民族の君主号）が使われてたことが彼の建てたモスクの碑文にある。
これ以外には、メフメト2世（第7代）の頃から使われ始めた「ハン」に由来する「ハーカーン」という呼称、用例としては少ないがアレクサンドロス大王の後継者的な意味合いで「ズルカルナイン（双角王）」、コンスタンティノポリス征服後の「カエセリ・ルーム（ローマのカエサル）」、後の時代にはセリム1世（第9代）がマムルーク朝を倒してアラビア地方を征服した際の「両聖都（マッカとマディーナ）の守護者」なども存在する。

## 歴代君主

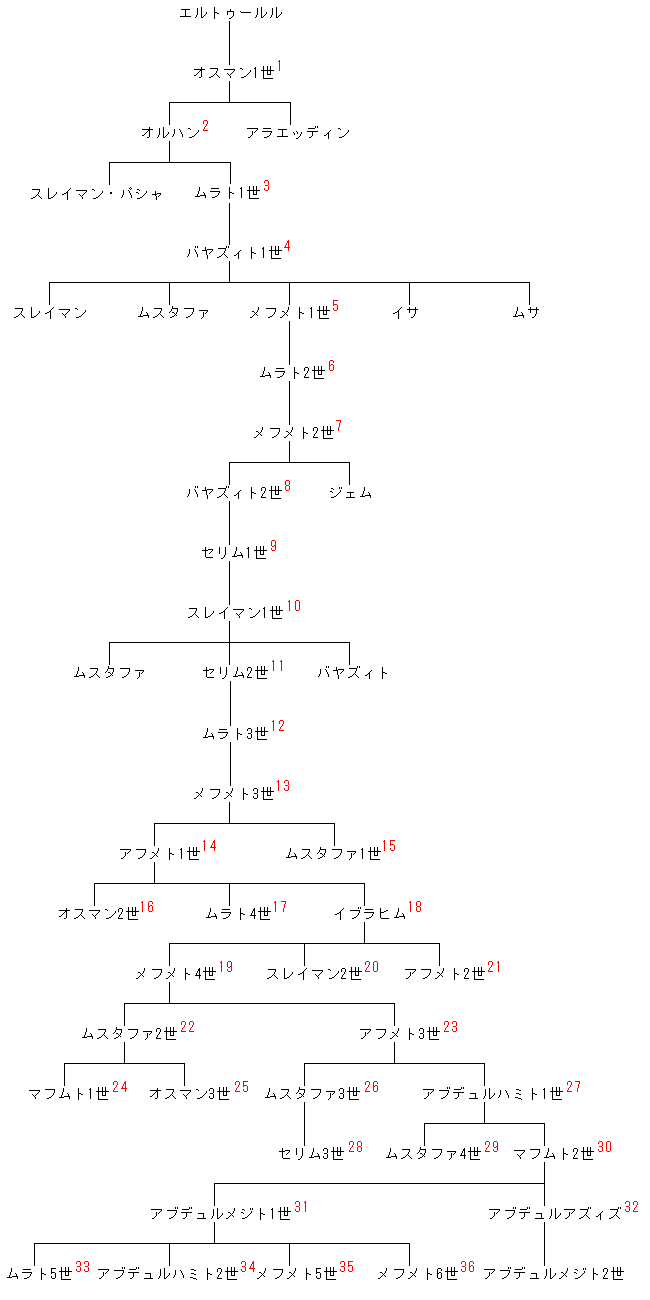
系図

| 代 | 肖像 | 名                                  | 在位             | 続柄                                   |
| -- | ---- | ----------------------------------- | ---------------- | -------------------------------------- |
| 1  |      | オスマン1世 1258年 - 1326年         | 1299年 - 1326年  |                                        |
| 2  |      | オルハン 1281年? - 1362年?          | 1326年 - 1362年? | 先代の子                               |
| 3  |      | ムラト1世 1326年? - 1389年          | 1362年? - 1389年 | 先代の次男                             |
| 4  |      | バヤズィト1世 1360年 - 1403年       | 1389年 - 1402年  | 先代の子                               |
| 5  |      | メフメト1世 1389年? - 1421年        | 1413年 - 1421年  | 先代の子                               |
| 6  |      | ムラト2世 1404年 - 1451年           | 1421年 - 1444年  | 先代の子                               |
| 7  |      | メフメト2世 1432年 - 1481年         | 1444年 - 1446年  | 先代の子                               |
| -  |      | ムラト2世（復位）                   | 1446年 - 1451年  |                                        |
| -  |      | メフメト2世（復位）                 | 1451年 - 1481年  |                                        |
| 8  |      | バヤズィト2世 1447年 - 1512年       | 1481年 - 1512年  | 先代の長男                             |
| 9  |      | セリム1世 1465年 - 1520年           | 1512年 - 1520年  | 先代の子                               |
| 10 |      | スレイマン1世 1494年 - 1566年       | 1520年 - 1566年  | 先代の長男                             |
| 11 |      | セリム2世 1524年 - 1574年           | 1566年 - 1574年  | 先代の子                               |
| 12 |      | ムラト3世 1546年 - 1595年           | 1574年 - 1595年  | 先代の子                               |
| 13 |      | メフメト3世 1566年 - 1603年         | 1595年 - 1603年  | 先代の子                               |
| 14 |      | アフメト1世 1590年 - 1617年         | 1603年 - 1617年  | 先代の子                               |
| 15 |      | ムスタファ1世 1592年 - 1639年       | 1617年 - 1618年  | 先代の弟 13代メフメト3世の子           |
| 16 |      | オスマン2世 1604年 - 1622年         | 1618年 - 1622年  | 先代の甥 14代アフメト1世の子           |
| -  |      | ムスタファ1世（復位）               | 1622年 - 1623年  |                                        |
| 17 |      | ムラト4世 1612年 - 1640年           | 1623年 - 1640年  | 先代の甥 14代アフメト1世の子           |
| 18 |      | イブラヒム 1615年 - 1648年          | 1640年 - 1648年  | 先代の弟 14代アフメト1世の子           |
| 19 |      | メフメト4世 1642年 - 1693年         | 1648年 - 1687年  | 先代の子                               |
| 20 |      | スレイマン2世 1642年 - 1691年       | 1687年 - 1691年  | 先代の弟 18代イブラヒムの子            |
| 21 |      | アフメト2世 1643年 - 1695年         | 1691年 - 1695年  | 先代の弟 18代イブラヒムの子            |
| 22 |      | ムスタファ2世 1664年 - 1703年       | 1695年 - 1703年  | 先代の甥 19代メフメト4世の子           |
| 23 |      | アフメト3世 1673年 - 1736年         | 1703年 - 1730年  | 先代の弟 19代メフメト4世の子           |
| 24 |      | マフムト1世 1696年 - 1754年         | 1730年 - 1754年  | 先代の甥 22代ムスタファ2世の子         |
| 25 |      | オスマン3世 1699年 - 1757年         | 1754年 - 1757年  | 先代の弟 22代ムスタファ2世の子         |
| 26 |      | ムスタファ3世 1717年 - 1774年       | 1757年 - 1774年  | 先代の従弟 23代アフメト3世の子         |
| 27 |      | アブデュルハミト1世 1725年 - 1789年 | 1774年 - 1789年  | 先代の弟 23代アフメト3世の子           |
| 28 |      | セリム3世 1761年 - 1808年           | 1789年 - 1807年  | 先代の甥 26代ムスタファ3世の子         |
| 29 |      | ムスタファ4世 1779年 - 1808年       | 1807年 - 1808年  | 先代の従弟 27代アブデュルハミト1世の子 |
| 30 |      | マフムト2世 1785年 - 1839年         | 1808年 - 1839年  | 先代の弟 27代アブデュルハミト1世の子   |
| 31 |      | アブデュルメジト1世 1823年 - 1861年 | 1839年 - 1861年  | 先代の子                               |
| 32 |      | アブデュルアズィズ 1830年 - 1876年  | 1861年 - 1876年  | 先代の弟 30代マフムト2世の子           |
| 33 |      | ムラト5世 1840年 - 1906年           | 1876年           | 先代の甥 31代アブデュルメジト1世の子   |
| 34 |      | アブデュルハミト2世 1842年 - 1918年 | 1876年 - 1909年  | 先代の弟 31代アブデュルメジト1世の子   |
| 35 |      | メフメト5世 1844年 - 1918年         | 1909年 - 1918年  | 先代の弟 31代アブデュルメジト1世の子   |
| 36 |      | メフメト6世 1861年 - 1926年         | 1918年 - 1922年  | 先代の弟 31代アブデュルメジト1世の子   |

## 帝位請求者
- (37) アブデュルメジト2世、1922年 - 1944年
先代（最後の皇帝）メフメト6世の従弟
32代アブデュルアズィズ1世の子
「スルタン」ではないが「カリフ」の称号は継承（1922-1924年）。1924年にカリフ制そのものが廃止（英語版）され退位[6]。
- (38) アフメト4世、1944年 - 1954年
33代ムラト5世の孫
- (39) オスマン4世、1954年 - 1973年
先代の弟
33代ムラト5世の孫
- (40) アブデュルアズィズ2世、1973年 - 1977年
32代アブデュルアズィズの孫
(37) アブデュルメジト2世の甥
- (41) アリー1世、1977年 - 1983年
(38) アフメト4世の子
- (42) オルハン2世、1983年 - 1994年
34代アブデュルハミト2世の孫
- (43) エルトゥールル2世、1994年 - 2009年
先代の従兄
34代アブデュルハミト2世の孫
- (44) バヤズィト3世、2009年 - 2017年
31代アブデュルメジト1世の曾孫
36代（最後の皇帝）メフメト6世の兄メフメト・ブルハネッティン・エフェンディの孫
- (45) アリー2世、2017年 - 2021年
34代アブデュルハミト2世の曾孫
- (46)ハルーン・オスマン、2021年 - 現在
先代の弟
34代アブデュルハミト2世の曾孫